# Mario Artist
Mario Artist és el nom que rep una sèrie de quatre jocs en forma d'aplicacions artístiques, de disseny gràfic o de connexió a Internet que van sortir per al perifèric Nintendo 64DD de la Nintendo 64 a partir de l'any 1999 al Japó.

## Jocs
- Mario Artist: Paint Studio (マリオアーティスト ペイントスタジオ, Mario Ātisuto Peinto Sutajio) va sortir l'11 de desembre de 1999, el mateix dia que la 64DD, en un paquet que incloïa un ratolí. És un editor d'imatges que fa de seqüela directa de Mario Paint; de fet, un dels seus títols provisionals fou Mario Paint 64. Els jugadors poden fer dibuixos originals, utilitzar diverses imatges prerenderitzades, animar fotogrames, crear presentacions de diapositives i interactuar amb un món tridimensional. Compta amb un mode on fins a quatre jugadors poden col·laborar en un dibuix. Es permetia importar imatges d'un cartutx de captura o una Game Boy Camera. Va ser desenvolupat per Software Creations, uns desenvolupadors britànics, tot i que al final del procés Nintendo va decidir unilateralment fer-li la volta al projecte.[1][2][3]
- Mario Artist: Talent Studio (マリオアーティスト タレントスタジオ, Mario Ātisuto Tarento Sutajio) va sortir el 23 de febrer del 2000, desenvolupat per Nintendo EAD. Permet als usuaris inserir imatges de càmeres i vídeos en models tridimensionals, i després animar-los. Fent servir un cartutx de captura, que venia empaquetat amb el joc, es podien enregistrar pel·lícules si s'hi inseria una càmera de vídeo.[4] El joc ve amb una aplicació creadora d'avatars, que es podien importar com a residents en el joc SimCity 64 de la 64DD. Aquest concepte va inspirar més tard una demo utilitzant una GameCube i el perifèric GameEye de la Game Boy Advance, que inspiraria més endavant la funció de crear Miis a partir de fotografies.[5][6] El portal IGN va descriure Talent Studio com a imprescindible, elogiant la facilitat de comprensió de la seva interfície gràfica.[7]
- Mario Artist: Communication Kit (マリオアーティスト コミュニケーションキット, Mario Ātisuto Komyunikēshon Kitto) va sortir el 29 de juny del 2000. Es tracta d'un complement per a la resta de jocs Mario Artist que permetia als usuaris connectar-se al servei en línia exclusiu de la 64DD RandNetDD, per tal que poguessin compartir les seves creacions fetes en altres entregues amb més gent. També es van oferir concursos, un servei d'impressió a demanda i la possibilitat de descarregar cert contingut pre-creat per als altres jocs, durant l'escuet temps de vida d'aquest servei, que va acabar el febrer de 2001 quan es va retirar la 64DD del mercat.[8]
- Mario Artist: Polygon Studio (マリオアーティスト　ポリゴンスタジオ, Mario Ātisuto Porigon Sutajio) va sortir el 29 d'agost del 2000, desenvolupat per Nintendo R&D 1 i Nichimen Graphics. Permet als usuaris construir i renderitzar polígons tridimensionals, i explorar un món 3D amb les seves creacions per poder desbloquejar noves parts. El joc inclou dos minijocs, que més tard van inspirar la saga de videojocs WarioWare; en un d'ells, anomenat "Sound Bomber" (サウンド ボンバ－, Saundo Bonbā), el jugador ha de guanyar tants microjocs (minijocs de molt curta durada) com sigui possible, protagonitzats pel model poligonal del jugador.[9][10]

Es va anunciar també una cinquena entrega de la sèrie, Mario Artist: Sound Maker, a partir d'un mode retirat de Paint Studio que havia de permetre als usuaris fer les seves pròpies pistes musicals, però no va veure mai la llum. També es van anunciar tres jocs Maker no relacionats amb la sèrie Mario Artist, que tampoc van acabar sortint mai: Game Maker ("creador de jocs"), Graphical Message Maker ("creador de missatges gràfics") i Video Jockey Maker ("creador de videojockey").